# Junin-Schlankbeutelratte
Die Junin-Schlankbeutelratte (Marmosops juninensis) ist eine Beuteltierart, die nur in einem kleinen, am östlichen Abhang der Anden zwischen Tarma und Chanchamayo gelegenen Gebiet in der peruanischen Region Junín vorkommt.

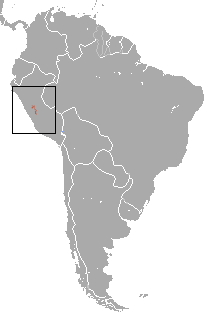
Verbreitungsgebiet

## Beschreibung
Die Tiere erreichen eine Kopfrumpflänge von 10,4 bis 11 cm, haben einen etwa 13,5 cm langen Schwanz und erreichen ein Gewicht von ca. 27 g. Die Farbe des Rückenfells und des Kopfes ist ein warmes rotbraun, wobei die Rückenmitte dunkler ist als die Seiten. Die Rückenhaare haben eine Länge von 7 bis 9 mm. Rund um die Augen befinden sich auffällige dunkle Augenringe und die Mitte der Schnauze ist etwas hell als der übrige Kopf. Der Bauch ist grau-weiß mit einem weißen Streifen in der Mitte. Die Oberseiten der Füße sind weiß. Weibchen haben keinen Beutel. Die Anzahl der Zitzen ist unbekannt.

## Lebensraum und Lebensweise
Die Junin-Schlankbeutelratte lebt in primären Bergwäldern in Höhen von 1390 bis 2310 Metern. Die Wälder haben einen dichten, von Farnen und verschiedenen Sträuchern gebildeten Unterwuchs und werden von Bäumen gebildet, deren maximale Höhe in diesem Biotop nur bei etwa 10 Metern liegt. Die meisten Pflanzen im Lebensraum der Junin-Schlankbeutelratte gehören zu den Familien der Aronstabgewächse, Hülsenfrüchtler, Pfeffergewächse, Rötegewächse und Schwarzmundgewächse. Ein einzelnes Exemplar wurde auf einem Feld gefangen auf dem Bananen, Kaffee und Mais wuchs. Bisher sind nur sechs Exemplare der Junin-Schlankbeutelratte gefangen worden und über ihre Lebensweise, Ernährung und Fortpflanzung ist so gut wie nichts bekannt.

## Status
Da die Junin-Schlankbeutelratte nur ein kleines Verbreitungsgebiet von weniger als 20.000 km² hat und innerhalb dieses Verbreitungsgebietes nur von 10 Orten bekannt ist gilt sie als gefährdet.

## Belege
1. 1 2 3 4  Diego Astúa: Family Didelphidae (Opossums). in Don E. Wilson, Russell A. Mittermeier: Handbook of the Mammals of the World – Volume 5. Monotremes and Marsupials. Lynx Editions, 2015, ISBN 978-84-96553-99-6. Seite 181.
2. 1 2  Juan F. Díaz-Nieto, Robert S. Voss: A Revision of the Didelphid Marsupial Genus Marmosops, Part 1. Species of the Subgenus Sciophanes. Bulletin of the American Museum of Natural History Number 402 :1-70. 2016, doi: 10.1206/0003-0090-402.1.1. Seite 49–52.
3. ↑  Marmosops juninensis in der Roten Liste gefährdeter Arten der IUCN 2016. Eingestellt von: Peralta, M. & Solari, S., 2015. Abgerufen am 22. Januar 2019.